# Lamproxynella euarestina
Lamproxynella euarestina är en tvåvingeart som först beskrevs av Friedrich Georg Hendel 1914.  Lamproxynella euarestina ingår i släktet Lamproxynella och familjen borrflugor. Inga underarter finns listade i Catalogue of Life.